# Eriocapitella rivularis
Espèce
Eriocapitella rivularis est une espèce de plantes à fleurs de la famille des Ranunculaceae originaire d'Asie.

## Description
Eriocapitella rivularis est une plante vivace plante herbacée avec une structure racinaire semblable à celle d’un rhizome. C’est une plante formant des touffes avec 3–5 feuilles basilaires, chacune avec un pétiole 5 à 15 cm de long, parfois jusqu’à 5 cm de long. Les limbe des feuilles sont lobés avec trois sections. Chaque feuille, plus large que longue, a la forme globale d’un pentagone. En plus des feuilles basilaires, il y a une à trois tiges fleuries, chacune de 20 à 60 cm de long, parfois jusqu’à 120 cm de long. Un verticille de trois ou quatre feuilles enroulé autour de chaque tige. Les feuilles caulinaires sont similaires en apparence aux feuilles basales mais un peu plus petites. Chaque tige mesure 2 à 12 cm de long. La seule fleur à l’extrémité de chaque tige a cinq à dix sépales, mais pas de pétale. Chaque sépale mesure 6 à 5 mm de long et 3 à 10 mm de large. Les sépales en forme de pétales sont généralement blancs, teintés de bleu sur le revers. Il y a 30 à 60 pistils au centre de la fleur, entourés de étaminess 3 à 5 mm de long, terminés par des anthères bleu acier. Les fruits sont longs en bec akènes 8 mm, de forme ovoïde avec des stylesr.
Dans son habitat d’origine, E. rivularis fleurit de mai à août. Chaque fleur a un diamètre d’environ 2,5 cm.

## Répartition et habitat
Eriocapitella rivularis est une Plante indigène de Asie. On le trouve dans toute la région de l’Himalaya, dans une grande partie de l’Asie du Sud, de l’Asie de l’Est et de l’Asie du Sud-Est, allant aussi loin au sud que Sumatra dans l’Indonésie occidentale.
Ses habitats de prédilection comprennent les prairies, les lisières de forêts, les rizières, les rives des cours d’eau et des lacs. On le trouve également sous les broussailles alpines dans l'Himalaya à des altitudes allant jusqu’à 4 900 m.

## Systématique
Le nom correct complet (avec auteur) de ce taxon est Eriocapitella rivularis (Buch.-Ham. ex DC.) Christenh. & Byng.
L'espèce a été initialement classée dans le genre Anemone sous le basionyme Anemone rivularis Buch.-Ham. ex DC..
Ce taxon porte en anglais le nom vernaculaire ou normalisé suivant : Windflower riverside. En chinois, on l’appelle cao yu mei, qui signifie « prune de jade d’herbe ».

### Synonymes
Eriocapitella rivularis a pour synonymes :
- Anemone barbulata Turcz.
- Anemone dubia Wall.
- Anemone dubia Wall. ex Wight & Arn.
- Anemone esquirolii H.Lév. & Vaniot
- Anemone flore-minore (Maxim.) Y.Z.Zhao
- Anemone geraniifolia Wall.
- Anemone hispida Wall.
- Anemone leveillei Ulbr.
- Anemone longipes M.Tamura
- Anemone rivularis subsp. barbulata (Turcz.) Ulbr.
- Anemone rivularis subsp. eurivularis Ulbr.
- Anemone rivularis var. barbulata (Turcz.) B.Fedtsch.
- Anemone rivularis var. daliensis X.D.Dong & Lin Yang
- Anemone rivularis var. flore-minore Maxim.
- Anemone rivularis var. parviflora M.Tamura
- Anemone rivularis var. pilosisepala W.T.Wang
- Anemone rivularis var. rivularis
- Anemone rivularis Buch.-Ham.
- Anemone rivularis Buch.-Ham. ex DC.
- Anemone saniculifolia H.Lév.
- Anemone wightiana Wall.
- Anemone wightiana Wall. ex Wight & Arn.
- Anemonidium rivulare (Buch.-Ham. ex DC.) Starod.
- Ranunculus moellendorffii Hance

### Étymologie
Son épithète spécifique, du latin rivularis, « bord de l’eau, des rivières », fait référence à l’un de ses habitats préférés.